# Torri di Quartesolo
Torri di Quartesolo é uma comuna italiana da região do Vêneto, província de Vicenza, com cerca de 10.981 habitantes. Estende-se por uma área de 18 km², tendo uma densidade populacional de 610 hab/km². Faz fronteira com Gazzo (PD), Grumolo delle Abbadesse, Longare, Quinto Vicentino, Vicenza.

## Demografia
| Variação demográfica do município entre 1861 e 2011                               |
|                                                                                   |
| Fonte: Istituto Nazionale di Statistica (ISTAT) - Elaboração gráfica da Wikipedia |